# Luigi Tosolini
Luigi Tosolini (Udine, 3 aprile 1903 – ...) è stato un calciatore italiano, di ruolo centrocampista.

## Carriera
Con l'Udinese disputa 33 gare nei campionati di Prima Divisione 1922-1923 e Prima Divisione 1925-1926.